# Allargador elèctric

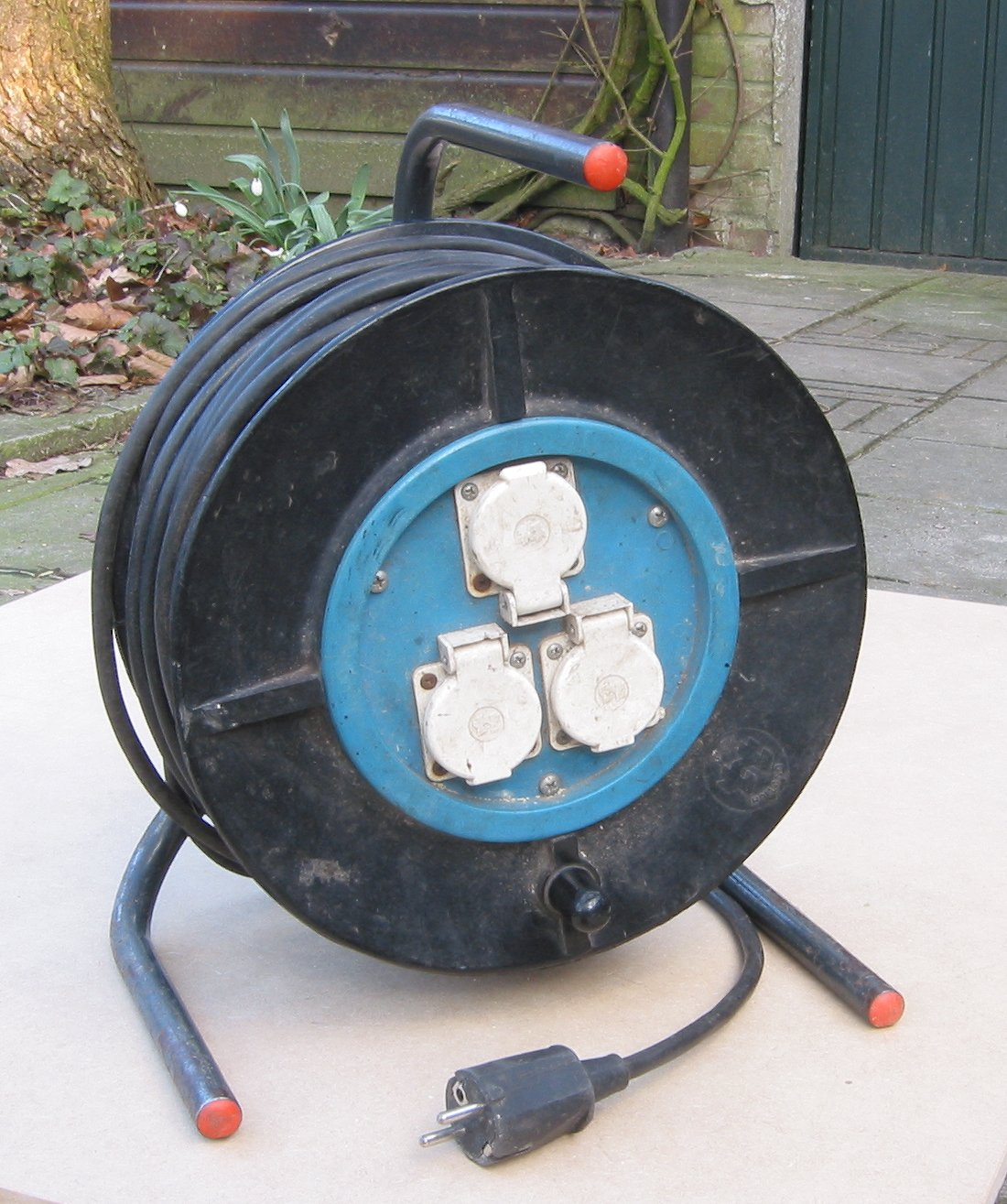
Exemple d'allargador elèctric.

Un  allargador elèctric  o  prolongador elèctric , és un tros de cable elèctric flexible, amb un connector en un dels seus extrems i un o més endolls o preses de corrent en l'altre (normalment del mateix tipus). El terme s'usa habitualment per a extensions de cable elèctric per a ús domèstic, però també n'hi ha per altres tipus de cable. Si el connector d'un dels extrems és d'un tipus diferent al de l'altre extrem, més que un allargador es tractaria d'un  cable adaptador .
Es poden posar en cascada un a l'extrem d'un altre per aconseguir distàncies més llargues 
També es denomina habitualment com  allargador elèctric  a un allargador múltiple que és el conjunt format per un endoll múltiple (un bloc de diverses preses de corrent normalment 3 o més col·locades en línia) amb un cable de diferents llargàries.

## Varietats d'allargadors de cable elèctric
Es fabriquen també altres tipus d'extensions de cable eléctric (d'antena de TV, de cable de xarxa, de cable telefònic, de cable USB, ...).

## Avís de seguretat
En els tipus que són debobina enrotllable, si s'utilitzen per a potències altes (especialment amb càrregues inductives), per a evitar el sobreescalfament del cable, es recomana desenrotllar-lo totalment.